# Гай Светоний Паулин
Гай Светоний Паулин (лат. Gaius Suetonius Paulinus) — римский претор, военачальник, правитель Британии (58–62), затем, совместно с Гаем Лукцием Телезином консул (66) Римской империи. Известен подавлением восстания Боудикки.

## Карьера
В ранге претора был направлен в Мавританию в 42 году в качестве легата для подавления восстания Эдемона. Был первым римлянином, пересекшим Атласские горы. Плиний Старший воспользовался его описанием этих мест для своей «Естественной истории».

## Британия
В 59 году был назначен губернатором Британии вместо Квинта Верания. На этом посту успешно продолжил агрессивную по отношению к местным племенам политику Верания. По успешности в военном деле соперничал со столь популярным генералом I века, как Гней Домиций Корбулон. Под его началом служили два будущих его последователя на посту губернатора — Квинт Петиллий Цериалис в качестве легата IX Испанского легиона и Гней Юлий Агрикола, приданный II Августову легиону в качестве трибуна.
В 61 году Гай Светоний Паулин выступает на остров Мона (Англси) для подавления укрепленных поселений друидов, принимающих на острове беженцев и недовольных римским правлением.

## Подавление восстания Боудикки
В это время племя иценов поднимает бунт против римлян, во главе которого встает Боудикка. Иценов поддержали многие другие племена, в том числе и тринованты, и восстание бриттов приобрело почти всеобщий характер. Первым пал Камулодун (Колчестер). Город был осажден Квинтом Петиллием Цериалисом, однако IX легион был разбит, и Цериалису пришлось бежать. Мятежники выступили к Лондиниуму (Лондону). Туда же, прервав кампанию в Моне, направился и Светоний, но рассудил, что сил для обороны города ему не хватит. Город был оставлен и разграблен мятежниками. Следующим городом, павшим под гневом бриттов, был Веруламиум (Сент-Олбанс).
Светоний присоединил к силам XIV легиона подразделения XX легиона и большое количество добровольцев, недовольных действиями восставших. Префект II легиона, Поений Постум, базировавшийся в Эксетере, отказался присоединяться к войскам Светония, мотивируя это невозможностью победы над мятежниками. Всего Светонию удалось собрать не более 10 тысяч человек, в то время как войска Боудикки насчитывали около 230 тысяч.
Светоний дал сражение на современной Уотлинг стрит в Западном Мидленде. Римская тактика (сражение происходило на узкой дороге, с двух сторон был лес, поэтому римляне могли узким фронтом сдерживать многочисленно превосходящие силы противника, пока лучники из леса наносили невосполнимые потери) и дисциплина взяли верх над численным превосходством бриттов. Путь к отступлению бритты отрезали сами себе, расположив позади своей армии обоз с членами своих семей. Тацит пишет, что римляне убили более 80 тысяч бриттов, в свою очередь потеряв не более 4 тысяч человек. Боудикка, увидев исход битвы, отравилась. Поений Постум был вынужден заколоть себя мечом, дабы не быть опозоренным и осужденным Светонием.
Светоний перегруппировал свою армию и продолжил подавлять локальные очаги сопротивления восставших. Однако эти действия не были слишком успешными. Новый прокуратор Британии Гай Юлий Альпин Классициан доложил в Рим императору Нерону, что действия Светония только нагнетают обстановку, и император, найдя надуманную причину, отстранил Светония от командования и от должности губернатора, заменив его менее своенравным Публием Петронием Турпилианом.

## Участие в смуте 69 года
В 66 году Светоний становится консулом. В 69, во время беспорядков и раскола, последовавших за смертью Нерона, Светоний поддерживает Отона и становится одним из его военных советников и доверенных людей. Совместно с Публием Марием Цельсом возле Кремоны они разбивают войска Цецины Алиена, одного из лучших военачальников Вителлия. Однако Светоний не дает своим войскам команду преследовать войска Цецины, после чего его подозревают в предательстве.
Цецина объединяет остатки своих войск с войсками Фабия Валента. Светоний советует Отону не рисковать, однако тот, подозревая Светония, отвергает его советы. Полководец вынужден принять бой у Бедриака, который закончился поражением Отона. Светоний попал в плен, но был отпущен Вителлием в обмен на обещание не участвовать в гражданской войне на стороне Отона.
Дальнейшая судьба Гая Светония Паулина неизвестна.